# Count Down TV
COUNT DOWN TV ou CDTV est une émission de variétés japonaise hebdomadaire, diffusée depuis avril 1993 sur la chaine TBS. Elle est présentée par trois personnages en images de synthèse. Elle présente le top des ventes de disques et l'actualité musicale japonaise.